# بیورن اندرسن (بازیگر)
بیورن یوهان اندرسِن (انگلیسی: Björn Johan Andrésen؛ زادهٔ ۲۶ ژانویه ۱۹۵۵)، یک بازیگر و موسیقی‌دان سوئدی است. بیشتر شهرت وی به خاطر ایفای نقش «تادزیو» ی چهارده ساله در فیلم سال ۱۹۷۱ لوکینو ویسکونتی، با نام مرگ در ونیز، که اقتباسی از رمان مرگ در ونیز بود، می‌باشد.

## زندگی اولیه
پدر اندرسن هرگز شناسایی نشد و مادرش، باربرو الیزابت اندرسن، زمانی که او ۱۰ ساله بود خودکشی کرد. پس از آن، او توسط پدربزرگ و مادربزرگ مادری اش بزرگ شد. بخشی از تحصیلات او در یک مدرسه شبانه روزی در دانمارک بود. او به عنوان یک دانش‌آموز در دبیرستان موسیقی آدولف فریدریش در استکهلم حضور یافت و تحصیل کرد.

## حرفه ای
آندرسن پیش از بازی در فیلم مرگ در ونیز که برای وی رسمیت و شهرت بین‌المللی به ارمغان آورد، تنها در یک فیلم به نام یک داستان عاشقانه سوئدی ایفای نقش کرده بود. هر چند که فروش فیلم در گیشه‌ها نسبتاً کم بود، آندرسن به خاطر بازی‌اش در نقش تادزیو، مورد توجه قرار گرفت؛ نوجوان زیبای لهستانی که نقش اصلی فیلم یعنی گوستاو فون اشنباخ (با بازی درک بوگارد) را مجذوب و مفتون خود ساخت. تاریخ‌نگار سینمایی لورنس. جی کوئیرک در اثر خود با عنوان فیلم‌های عاشقانه بزرگ (۱۹۷۴)، نظر داد که «برخی سکانس‌های آندرسن می‌تواند از فریم جداشده و بر دیوارهای لوور و واتیکان آویزان شود.»
در زمانی که فیلم در حال اکران بود، شایعاتی در ایالات متحده جریان داشتند که آندرسن را یک همجنس‌گرا می‌دانستند (چرا که نقش وی در فیلم ایجاب می‌کرد نگاه‌های عاشقانه‌ای با نقش اول فیلم رد و بدل کند و نیز در سکانسی دیگر، وی توسط پسر جوان دیگری بوسیده شد). آندرسن مؤکداً شایعات را رد نمود، و بعدها ناراحتی و رنجش خود را از اینکه کارگردان لوکینو ویسکونتی در طول فیلم‌برداری وی را وادار به ورود به یک میکده همجنس‌گرایان کرده بود، جایی که توجه تنی چند از مردان مسن‌تر را به خود جلب کرد، توصیف نمود.
با هدف رد شایعات مربوط به گرایش جنسی‌اش و خلاصی از تصویر پسر خوشگلی که برایش ایجاد شده بود، آندرسن از نقش‌های همجنس‌گرا اجتناب نمود و از اینکه ژرمائین گریر نویسندهٔ فمینیست استرالیایی، بدون کسب اجازه از عکس وی روی جلد کتابش به نام پسر زیبا (۲۰۰۳) استفاده کرد، عصبانی بود. هرچند گریر با عکاس دیوید بیلی (کسی که صاحب کپی‌رایت عکس بود) پیش از انتشار عکس مشورت نموده بود، آندرسن گفت رویه عام بر این است که وقتی یک مؤسسه از عکس کسی استفاده می‌کند که توسط شخص دیگری کپی رایت شده‌است، باید آن شخص را آگاه کند و اینکه حتی اگر گرین وی را از نقشه‌هایی که در سر داشت آگاه کرده بود، باز اجازه نمی‌داد از عکسش استفاده کند.
پس از اکران مرگ در ونیز، آندرسن مدتی را در ژاپن گذراند، جایی که فیلم به شهرت رسید، و در چند برنامه تلویزیونی شرکت کرد و همچنین چندین آهنگ پاپ ضبط نمود. گفته شده که نقش وی به عنوان تادزیو در فیلم، بسیاری از هنرمندان انیمه ژاپنی به خصوص هنرمندی به نام کیکو تاکمیرا، را تحت تأثیر قرار داده‌است (هنرمندانی که به خاطر طراحی مردان جوان زن‌وار، که عنوان بی‌شونن دارند، شناخته می‌شوند). آندرسن از آن زمان علاقه‌ای بسیار به ژاپن داشت به طوری که سالها بعد بار دیگر از آنجا دیدن کرد.
آندرسن در چندین فیلم دیگر نیز از جمله Smugglarkungen ,Pelikaanimies و Kojan حضور یافت.
افزون بر بازیگری، وی یک موسیقی‌دان حرفه‌ای نیز هست.

## زندگی شخصی
اندرسن ساکن استکهلم است. او از همسر سابقش، سوزانا رومن، دختری به نام رابین (متولد ۱۹۸۴) دارد. این زوج قبلاً پسری به نام الوین داشتند، که بر اثر سندرم مرگ ناگهانی نوزاد در سال ۱۹۸۶، در ۹ ماهگی درگذشت. اندرسن پس از مرگ پسرش دچار افسردگی طولانی مدت شد.